# Danstillstånd
Danstillstånd kallades det tillstånd enligt 2 kap. 4 § ordningslagen (1993:1617), som i Sverige krävdes för att få ordna offentlig danstillställning. I Sverige är anordnandet av allmänna sammankomster och offentliga tillställningar på offentliga platser tillståndspliktigt. Offentliga danstillställningar var tidigare tillståndspliktiga även om de inte anordnades på offentlig plats. Polismyndigheten kunde dock befria anordnaren från skyldigheten att söka tillstånd om danstillställningen kunde äga rum utan fara för ordning och säkerhet eller trafiken. Lagen omfattade även slutna sammankomster som anordnas inom en rörelse vars väsentliga verksamhet var att ordna denna typ av tillställningar. I de fall dans anordnades utan tillstånd kallades det ibland för "svartdans" eller "spontandans". Ansökningsavgiften för denna typ av tillstånd var 870 kr (2023) och avgiften betalades inte tillbaka i de fall ansökan avslogs.
Enligt Miljöförvaltningen i Stockholm fanns 2006 ungefär 1 100 restauranger i staden, av vilka knappt 100 hade danstillstånd. Danstillstånd var nödvändigt även för lokaler där gästerna spontandansade. Om gäster spontandansade utan tillstånd kunde anordnaren, t.ex. en krögare, dömas till ansvar för brott mot ordningslagen.
Lördagen, den 1 juli, 2023 avskaffades danstillståndet (formellt sett kravet på tillstånd för att få anordna danstillställning) genom en lagändring. I och med lagändringen infördes dock istället en anmälningsplikt som innebär att anordnaren måste anmäla till Polismyndigheten att en danstillställning ska anordnas (se 2 kap. 5 § ordningslagen). Detta gäller dock endast danstillställningar som anordnas inom ett område som redovisas i detaljplan. Till skillnad från en ansökan om tillstånd är en anmälan kostnadsfri.

## Historia
Krav på danstillstånd fanns i ordningslagen redan 1956. Vid dess tillkomst hade det i många år debatterats kring ökande förekomst av danstillställningar och "omoralisk" musik (framför allt jazz), alkoholkonsumtion och okontrollerade möten mellan unga män och kvinnor, vilket i debatten kallades Dansbaneeländet.
Mellan 2007 och 2010 lades en motion om året för att avskaffa danstillståndet. Mellan 2011 och 2014 lades sammanlagt 20 motioner av ledamöter från alla svenska riksdagspartier utom Socialdemokraterna och Kristdemokraterna. I november 2014 försökte Sveriges radio P3 arrangera en debatt om danstillståndet, men lyckades inte hitta en motdebattör i frågan som ville försvara danstillståndet. Polisen har dock uttryckt farhågor om minskad kontroll över nöjesevenemang och både polis och räddningstjänst hänvisade till säkerhetsaspekter.[uppföljning saknas]
Under början av april 2016 biföll dock Justitieutskottet en motion från Vänsterpartiet om att riksdagen skulle uttala att danstillståndet bör avskaffas. Den 14 april 2016 lyftes frågan vid Riksdagen, som då unisont biföll 14 motioner från alla partier utom Socialdemokraterna att avskaffa danstillståndet. Vid besked om beslutet uppstod spontandans på Mynttorget. Ett tillkännagivande från riksdagen innebär dock inte att regeringen är tvingad att lägga fram förslag, men det förväntas att regeringen antingen agerar eller förklarar för riksdagen varför man låter bli. Ytterst kan riksdagen byta regering genom att lämna misstroendeförklaring, om regeringen underlåter att agera i en för majoriteten viktig fråga.
Frågan hamnade på regeringen Regeringen Löfven I:s bord, men det dröjde ytterligare sju år, ända till Regeringen Kristersson, innan regeringen beslutade om en proposition.
Den 12 januari 2023 meddelade regeringen att de beslutat om en lagrådsremiss varigenom danstillståndet föreslås avskaffas på platser som inte är offentliga.